# Holíč
Holíč er en by i det vestlige Slovakiet. Byen ligger i regionen Trnava. Den ligger kun 4 kilometer fra grænsen til Tjekkiet, og 80 kilometer fra den slovakiske hovedstad Bratislava. Byen har et areal på 34,79 km² og en befolkning på 11.214(2021) indbyggere.

## Eksterne links
- Officiel hjemmeside

- Wikimedia Commons har flere filer relateret til Holíč